# Paradaxata spinosa
Paradaxata spinosa là một loài bọ cánh cứng trong họ Cerambycidae.